# Roncus cassolai
Espèce
Roncus cassolai est une espèce de pseudoscorpions de la famille des Neobisiidae.

## Distribution
Cette espèce est endémique de Sardaigne en Italie. Elle se rencontre à Nuxis dans la grotte Grotta Cava Romana.

## Description
La femelle holotype mesure 4 mm.

## Étymologie
Cette espèce est nommée en l'honneur de Fabio Cassola.

## Publication originale
- Beier, 1973 : Neue Funde von Höhlen-Pseudoskorpionen auf Sardinien. Annalen des Naturhistorischen Museums in Wien, vol. 77, p. 163-166 (texte intégral).